# Magdalena Han Yŏng-i
Magdalena Han Yŏng-i (ko. 한영이 막달레나) (ur. 1783 w Seulu, zm. 29 grudnia 1839 tamże) – męczennica, święta Kościoła katolickiego.
W młodości poślubiła urzędnika państwowego pochodzącego ze szlacheckiej rodziny Kwŏn Chin. Przyjął on chrzest na łożu śmierci, poprosił wtedy żonę, aby do końca życia pozostała katoliczką. Po jego śmierci Magdalena Han Yŏng-i prowadziła bardzo ubogi, lecz pobożny tryb życia. Zamieszkała z nią jej córka Agata Kwŏn Chin-i (wcześniej wydana za mąż) wraz z przyjaciółką Agatą Yi Kyŏng-i. Podczas prześladowań chrześcijan w Korei zostały wydane przez pewnego odstępcę od wiary i aresztowane 17 lipca 1839 roku. W celu zmuszenia do wyrzeczenia wiary Magdalenę Han Yŏng-i poddano torturom. Ponieważ nie odniosły one spodziewanego przez prześladowców rezultatu została ścięta 29 grudnia 1839 roku w Seulu w miejscu straceń za Małą Zachodnią Bramą razem z 6 innymi katolikami (Barbarą Cho Chŭng-i, Benedyktą Hyŏng Kyŏng-nyŏn, Piotrem Ch’oe Ch’ang-hŭb, Elżbietą Chŏng Chŏng-hye, Barbarą Ko Sun-i i Magdaleną Yi Yŏng-dŏk).
Dzień jej wspomnienia przypada 20 września (w grupie 103 męczenników koreańskich).
Beatyfikowana 5 lipca 1925 roku przez Piusa XI, kanonizowana 6 maja 1984 roku przez Jana Pawła II w grupie 103 męczenników koreańskich.